# 逆止弁

記号（一例）

逆止弁（ぎゃくしべん）とは、気体用や液体用の配管に取り付けておき、流体の背圧によって弁体が逆流を防止する形で作動する構造にした弁である。JISの呼称は逆止め弁（ぎゃくとめべん）、逆流防止弁、逆止め弁、チェックバルブやチャッキと言われることもある。

## 方式
- ポペット式
- スイング式
- ウエハー式
- リフト式
- ボール式
- フート式

## 画像

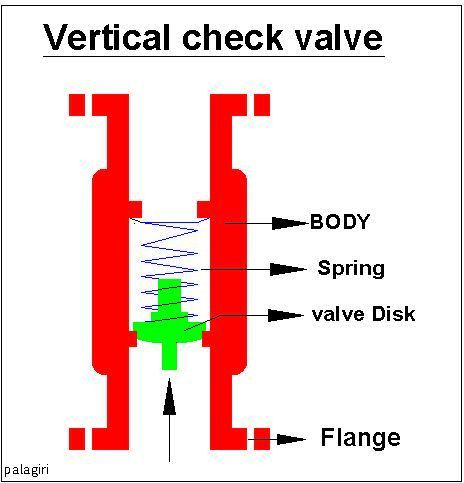
流れによって弁が押し開けられるディスク式逆止弁
ボール式逆止弁
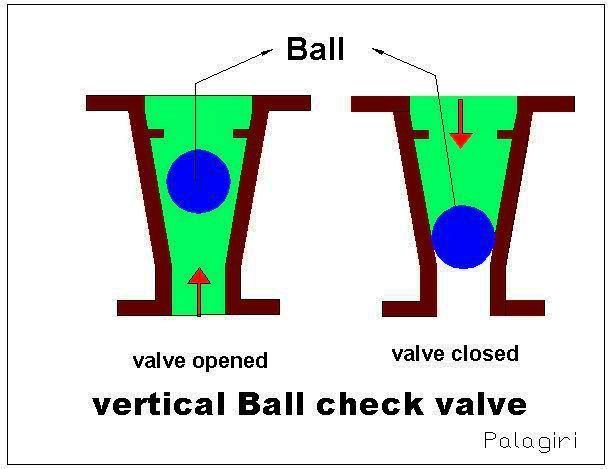
ボール式
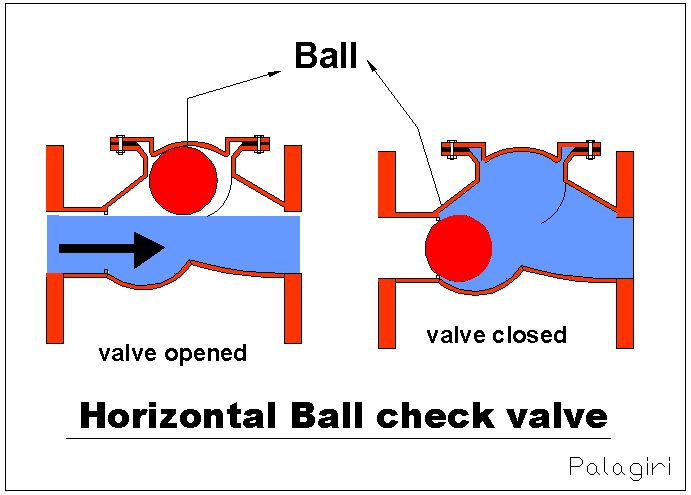
ボール式
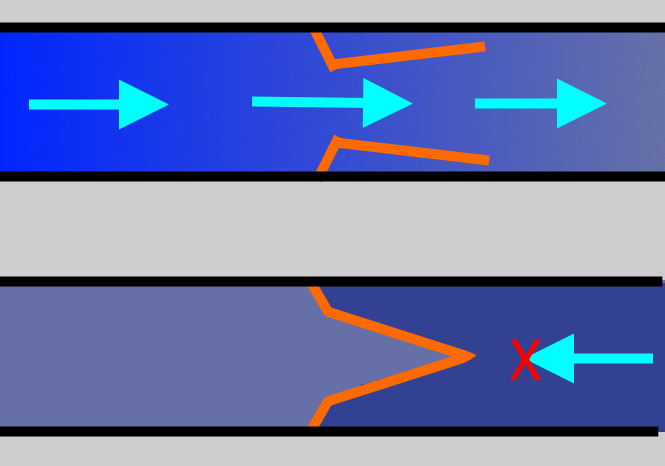
ダックビル弁（英語版）
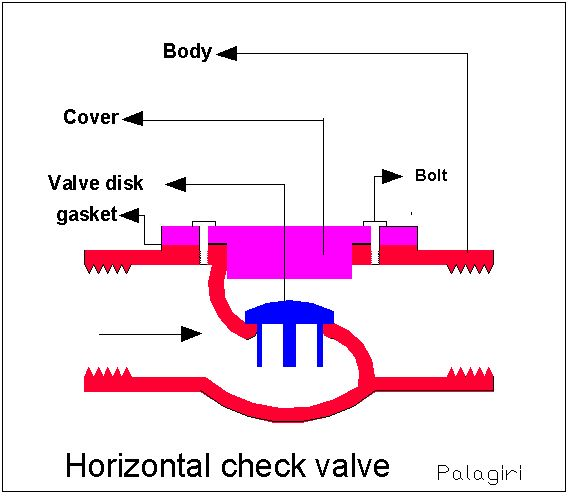
リフト式
- スイング式の動画
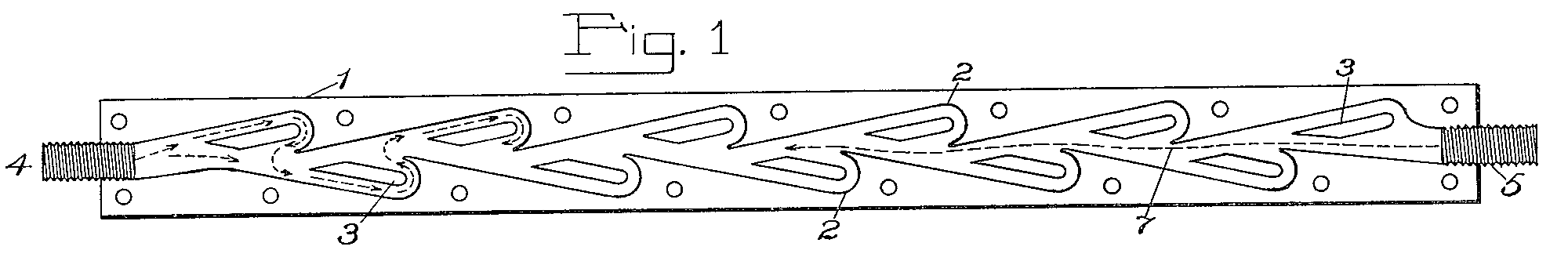
可動部が一切なく、水流を利用して流れの方向を制限するテスラバルブ（英語版）。ニコラ・テスラが開発した。